# کویر مرگ
کویر مرگ فیلمی ایرانی به کارگردانی اسماعیل براری و نویسندگی داوود حسینی ساختهٔ سال ۱۳۸۰ است. این فیلم در جشنواره فیلم وایادولید برنده جایزه شده است.

## بازیگران
- لیلا بوشهری
- ابوالفضل قربانی
- آسیه کلانی

## خلاصه فیلم
نوجوان روستایی که برای چیدن بوته‌های دارویی به صحرا رفته، اما شاهد انداختن جسدی درون یک قنات توسط یک زن می شود. زن با دیدن نوجوان تلاش می‌کند او را بکشد و نوجوان در جدالی نابرابر، به تدریج شخصیت کودکی خود را پشت سر می‌گذارد.

## افتخارات
کویر مرگ در بیش از پانزده فستیوال بین‌المللی از جمله بروکلین نیویورک، ریندنس انگلیس، تسالونیکی یونان، وایادولید اسپانیا، سینما پارادایز هاوایی، آنکوریج، تیبورون، روبوث بیچ و ایندیاناپولیس آمریکا، گیبارای کوبا، منبر طلایی روسیه و بمبئی هندوستان شرکت داشته است.
همچنین در چهل و نهمین دوره جشنواره فیلم وایادولید (سمینسی) برنده جایزه جوانان شده است.

## توقیف
به گفته کارگردان مراحل آغازین و پیش از پروانه ساخت آن ۱۰ سال به درازا کشید. کویر مرگ در سال ۸۰ به جشنواره فجر راه پیدا کرد، اما نظر شورای صدور پروانه نمایش مبنی بر اضافه‌شدن ۷ دقیقه به فیلم بود که با خودداری کارگردان در محاق توقیف قرار گرفت و فیلم هرگز اکران نشد.